# Бласконуньйо-де-Матакабрас
Бласконуньйо-де-Матакабрас (ісп. Blasconuño de Matacabras) — муніципалітет в Іспанії, у складі автономної спільноти Кастилія-і-Леон, у провінції Авіла. Населення — 18 осіб (2010).
Муніципалітет розташований на відстані близько 130 км на північний захід від Мадрида, 55 км на північний захід від Авіли.

## Демографія
Динаміка населення (INE ):